# 샤를 뒤퓌
샤를 뒤퓌(Charles Dupuy, 1851 - 1923)는 프랑스의 정치인으로서, 각각 1893년, 1894-1895년, 1898-1899년에 총 세 차례 프랑스의 총리를 지냈다.

## 생애
본래 철학 교수로 있다가 알렉상드르 리보 내각에서 교육 관련 직책을 맡게 되었고 1885년에는 국회의원으로 선출되었다. 1893년 총리로 취임하였으나 곧 사임하였다. 1894년 다시 총리가 되었으나 곧 마리 프랑수아 사디 카르노 대통령이 암살당하여 일시적으로 대통령직을 맡았다. 재임 동안 여러 개혁 정책을 폈으며, 한편 드레퓌스 사건이 일어나기도 했다. 1898년부터 뒤퓌가 다시 총리로 있을 때도 드레퓌스 사건은 여러 논란을 일으켜 이로 인해 그는 1899년 사임하였다.

## 역대 선거 결과
| 선거명      | 직책명 | 대수 | 정당                | 득표율 | 득표수 | 결과 | 당락 |
| ----------- | ------ | ---- | ------------------- | ------ | ------ | ---- | ---- |
| 1894년 선거 | 대통령 | 6대  | 기회주의적 공화주의 | 11.48% | 97표   | 3위  | 낙선 |
| 1899년 선거 | 대통령 | 8대  | 민주 공화국 동맹    | 0.98%  | 8표    | 5위  | 낙선 |